# خس جبار
خس جبار (الاسم العلمي: Lactuca quercina)، نوع من الخسالبري الطبي ويتبع فصيلة النجمية. يعلو نحو 80 سم. ساقه غليظة غزيرة العصارة. عصارتها لبنية لزجة تدعى حلباب الخس. تعتبر من المسكنات النافعة. أعطانها في آسيا وأوروبا.

## التوزيع
ينتشر الخس الجبار في أرمينيا، أذربيجان، جورجيا، تركيا، الاتحاد الروسي، النمسا، جمهورية التشيك، ألمانيا، المجر، سلوفاكيا، بيلاروس، مولدوفا، أوكرانيا (بما في ذلك القرم)، ألبانيا، البوسنة والهرسك، بلغاريا، كرواتيا، اليونان، إيطاليا، مقدونيا، مونتينيغرو، رومانيا، صربيا، سلوفينيا، فرنسا.